# Ровере (Форли-Чезена)
Ровере (итал. Rovere) је насеље у Италији у округу Форли-Чезена, региону Емилија-Ромања.
Према процени из 2011. у насељу је живело 317 становника. Насеље се налази на надморској висини од 49 м.